# TSV Eibelstadt
Der TSV Eibelstadt e. V. ist ein deutscher Sportverein mit Sitz in der bayerischen Stadt Eibelstadt im Landkreis Würzburg.

## Abteilungen

### Volleyball

#### Männer
Die erste Mannschaft stieg zur Saison 2018/19 in die Dritte Liga auf. Mit 33 Punkten gelang hier gleich der sechste Platz am Saisonende. Die darauffolgende Saison wurde bedingt durch die Covid-19-Pandemie nach für die Mannschaft 18 gespielten Partien abgebrochen. Zu dieser Zeit hatte die Mannschaft 40 Punkte gesammelt, mehr als in der Vorsaison nach 22 Spielen und stand somit nicht ohne Grund auf dem ersten Platz der Tabelle. Trotzdem stieg dann zur nächsten Saison der zweitplatzierte TSV Mühldorf in die 2. Bundesliga Süd auf. Die Folgesaison wurde dann aber erneut abgebrochen, diesmal für die Mannschaft bereits nach drei Spielen. Somit spielt die Mannschaft bis heute in der dritthöchsten Spielklasse.

#### Frauen
Die erste Mannschaft stieg zur Saison 2019/20 in die Dritte Liga Ost auf. Nach 16 gespielten Partien wurde die Saison für das Team durch die Covid-19-Pandemie unterbrochen. Zu diesem Zeitpunkt stand die Mannschaft auf dem neunten Platz und hatte 17 Punkte. Die Folgesaison wurde aufgrund der Pandemie erneut schnell wieder abgebrochen, lediglich eine Partie konnte gespielt werden. Somit spielt die Mannschaft auch in der Saison 2021/22 in der dritthöchsten Spielklasse.